# Салагаева, Зоя Мироновна
Зоя Мироновна Салагаева (осет. Салӕгаты Зоя Мироны чызг; 13 февраля 1924, Николаевская, Горская АССР — 22 ноября 2011) — советский и российский осетинский литературовед и фольклорист, доктор филологических наук, профессор Северо-Осетинского государственного университета, ведущий научный сотрудник Северо-Осетинского института гуманитарных и социальных исследований, составительница сборника «Осетинское народное творчество» и исследовательница творчества Коста Хетагурова.

## Биография
Родилась 13 февраля 1924 года в станице Николаевской на территории нынешней Северной Осетии в семье служащих. Двоюродный брат дедушки по отцу — осетинский поэт Георгий Малиев, двоюродный брат бабушки по матери — осетинский поэт Созур Баграев. В 1928 году, после смерти отца, переехала с матерью в селение Христиановское (сейчас Дигора), ещё через 5 лет — во Владикавказ.
Окончила школу № 6 Владикавказа. В 1942—1946 годах обучалась на факультете русского языка и литературы Северо-Осетинского государственного педагогического института (СОГПИ, сейчас Северо-Осетинский государственный университет, СОГУ) во Владикавказе. После окончания учёбы работала лаборанткой на кафедре психологии и одновременно преподавательницей в школе № 13.
В 1947—1950 годах проходила аспирантуру СОГПИ по специальности «Русская литература» под руководством профессора Л. П. Семёнова. В 1951 году защитила диссертацию «Коста Хетагуров и осетинское народное творчество» в Институте русской литературы Академии наук (Пушкинском доме) в Ленинграде и получила учёную степень кандидата филологических наук.
В 1946—2007 годах работала в СОГПИ/СОГУ на кафедре русской литературы ассистентом, затем старшим преподавателем и доцентом. С 1962 года являлась старшим научным сотрудником. С 1969 года более 10 лет являлась заведующей кафедрой русской и зарубежной литературы. Читала лекционные курсы «Русский фольклор», «Русская литература XIX в.», «История русской критики» и «Литература народов СССР» и спецкурсы «А. Пушкин и Кавказ» и «Л. Толстой в русской критике», в том числе на историческом факультете и факультете иностранных языков.
В 1989 или 1990 году в Институте мировой литературы им. А. М. Горького в Москве защитила диссертацию «Проблемы генезиса и становления осетинской прозы», в которой доказывала, что осетинская литературная традиция зародилась ещё в начале XVIII века, и получила учёную степень доктора филологических наук. В 1992 году получила учёное звание профессора.
В 1995—2006 годах совмещала преподавание в СОГУ с работой ведущим научным сотрудником в Северо-Осетинском институте гуманитарных и социальных исследований (СОИГСИ).
Умерла 22 ноября 2011 года.

## Научная деятельность
Область научной деятельности — история осетинской литературы. Исследовала фольклорные и мифологические истоки осетинской литературы, мифологические мотивы Нартского эпоса и другое. Написала около 100 научных публикаций.
Первой среди осетинских учёных подготовила собрание осетинского фольклора — собрала и издала двухтомник лучших произведений осетинского устно-поэтического творчества.
Написала 23 научных работы, посвящённых Коста Хетагурову. Также исследовала творчество других осетинских и русских писателей и осетинских филологов. Работала над учебником истории осетинской литературы, но не успела его закончить.

## Награды
- Заслуженный деятель науки Российской Федерации[6].
- Заслуженный деятель науки Республики Северная Осетия — Алания[6].
- Медаль «За трудовое отличие»[7].
- Медаль «За доблестный труд»[7].
- Медаль «Ветеран труда»[7].
- Медаль «Ревнителю просвещения. В память 200-летия со дня рождения А. С. Пушкина»[7].